# Eichholz (Halver)
Eichholz ist ein Ortsteil von Halver im Märkischen Kreis im Regierungsbezirk Arnsberg in Nordrhein-Westfalen (Deutschland). 

## Lage und Beschreibung
Eichholz liegt auf 400 Meter über Normalnull nordöstlich des Hauptortes und grenzt heute an dessen zentrumsnahen Ortslagen. Nachbarorte sind neben den Hauptort die Außenortschaften Howarde und Oberlangenscheid sowie ein Wohngebiet südöstlich von Eichholz. In Eichholz zweigt die Landesstraße L528 von der neuen, als Ortsumgehung trassierten Bundesstraße 229 ab. Nördlich von Eichholz erstreckt sich ein Gewerbegebiet bis Oberlangenscheid.
Von der Ursprungssiedlung ist kaum mehr etwas vorhanden, die alten Gebäude mussten der neuen Straßenkreuzung weichen oder wurden mit einer großen Fabrikationshalle überbaut. Teile wurden bereits von der Trasse der Hälvertalbahn durchschnitten, die am südlichen Ortsende ihren Endbahnhof besaß. Gewerbebauten und eine neuere Wohnbebauung definieren heute den Ortsteil Eichholz.

## Geschichte
Eichholz wurde erstmals 1594 urkundlich erwähnt, die Entstehungszeit der Siedlung war vermutlich zwischen 1500 und 1600. Eichholz war im Besitz der Markgenossenschaft der Dorfbauerschaft Halvers.
1818 lebten 16 Einwohner im Ort. Laut der Ortschafts- und Entfernungs-Tabelle des Regierungs-Bezirks Arnsberg wurde Eichholz als Hof kategorisiert und besaß 1838 eine Einwohnerzahl von 67, allesamt evangelischen Glaubens. Der Ort gehörte zu dieser Zeit der Halveraner Dorfbauerschaft innerhalb der Bürgermeisterei Halver an und besaß sechs Wohnhäuser, eine Fabrik bzw. Mühle und zwei landwirtschaftliche Gebäude.
Das Gemeindelexikon für die Provinz Westfalen von 1887 gibt eine Zahl von 123 Einwohnern an, die in zwölf Wohnhäusern lebten.